# Пейзаж з Філемоном та Бавкідою
«Пейзаж з Філемоном та Бавкідою» — картина фламандського художника Пітера Пауля Рубенса, написана 1620 року. Композиція зображує сюжет античного міфу про Філемона та Бавкіду у момент, коли Зевс та Гермес (у римлян – Юпітер та Меркурій відповідно) з пагорба показують старому подружжю затоплення їх негостинного селища. Картина перебуває у колекції Музею історії мистецтв у Відні (Австрія).